# Priorshof 1 (Mönchengladbach)

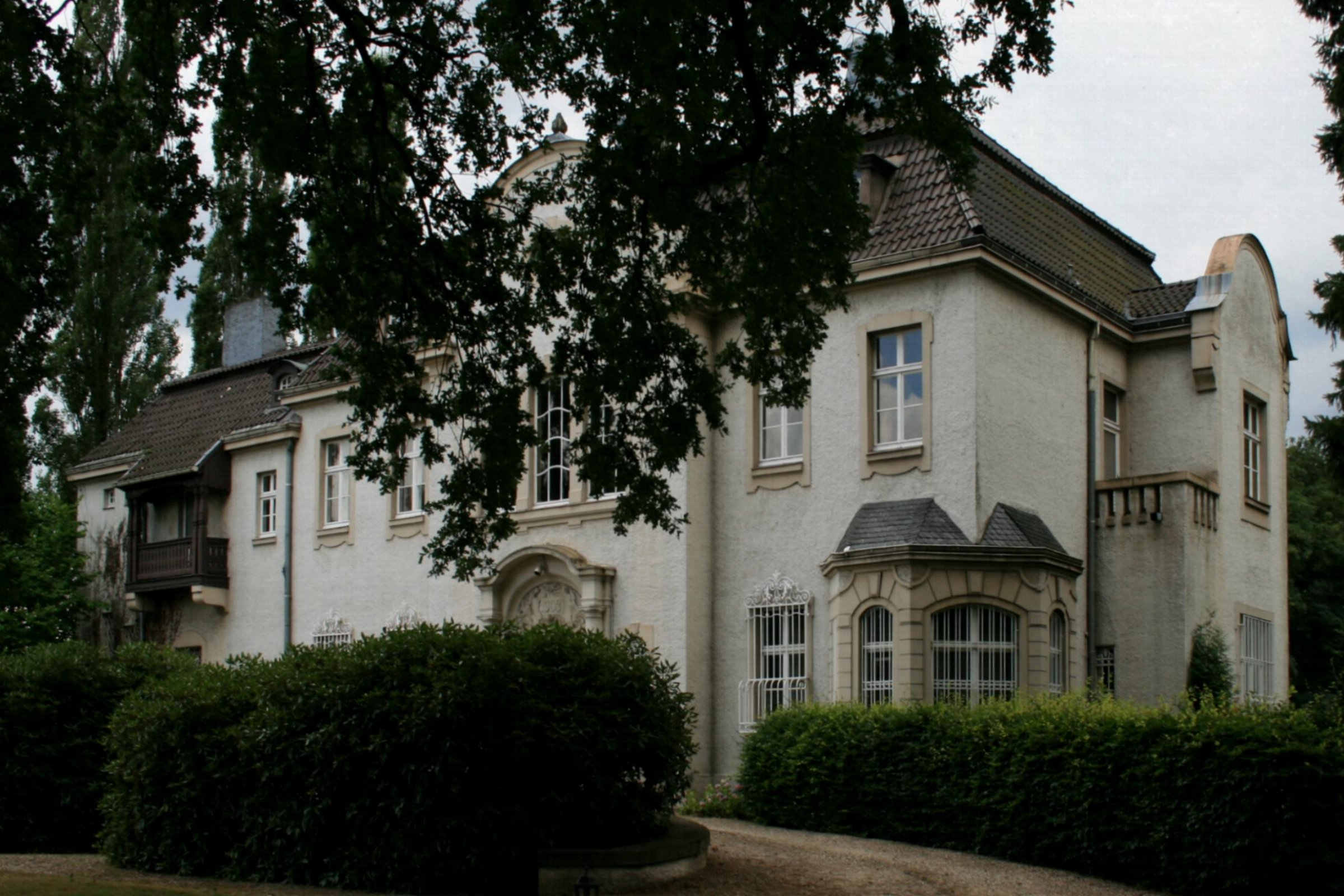
Wohnhaus (Villa); 2010

Das Wohnhaus (Villa) Priorshof 1 steht im Stadtteil Wickrath in Mönchengladbach (Nordrhein-Westfalen).
Das Gebäude wurde 1903 erbaut. Es wurde unter Nr. P 014a am 1. Dezember 1998 in die Denkmalliste der Stadt Mönchengladbach eingetragen.

## Lage
Das Wohnhaus des ehemaligen Rittergutes Priorshof liegt südlich der von einem Wassergraben umgebenen Hofesfeste Priorshof in einem weitläufigen Park an dem von Wickrath über den Voigtshof nach Hilderath und Mennrath führenden Feldweg. 

## Architektur
Es handelt sich um ein zweigeschossiges, massives und verputztes Wohnhaus unter Mansardwalmdach mit mittig gelegenem Risalit unter geschweiftem Giebel und von Säulen gerahmtem Hauszugang. Südlich an das Haupthaus angefügt befindet sich ein niedrigerer, zweigeschossiger Anbau unter Mansardwalmdach als Hauswirtschaftstrakt.